# Sierra de Benicadell
Sierra de Benicadell är en ås i Spanien. Den ligger i den östra delen av landet, 300 km sydost om huvudstaden Madrid.